# Уревка
Уревка — река в России, протекает по Красночетайскому району Чувашии. Правый приток реки Суры.

## География
Река Уревка образуется у деревни Тоганаши слиянием рек Чёрная и Кишнер. Течёт на юго-запад. Устье реки находится в 130 км от устья Суры. Длина реки составляет вместе с крупнейшим из истоков 26 км. Площадь водосборного бассейна — 142 км².

## Данные водного реестра
По данным государственного водного реестра России относится к Верхневолжскому бассейновому округу, водохозяйственный участок реки — Сура от устья реки Алатырь и до устья, речной подбассейн реки — Сура. Речной бассейн реки — (Верхняя) Волга до Куйбышевского водохранилища (без бассейна Оки).
Код объекта в государственном водном реестре — 08010500412110000039340.